# الت سوهرکو
الت سوهرکو (به آلمانی: Alt Sührkow) یک شهر در آلمان است که در مکلنبورگ-فورپومرن واقع شده‌است.

## خصوصیات
الت سوهرکو ۲۵٫۳۲ کیلومترمربع مساحت دارد ۱۰ متر بالاتر از سطح دریا واقع شده‌است.